# Rhodera hypogea
Genre
Espèce
Rhodera hypogea, unique représentant du genre Rhodera, est une espèce d'araignées aranéomorphes de la famille des Dysderidae.

## Distribution
Cette espèce est endémique de Crète en Grèce.

## Publication originale
- Deeleman-Reinhold, 1989 : Rhodera n. gen., hypogea n. sp., araignée microphtalme de l'île de Crête, un fossile vivant? (Araneae: Dysderidae: Dysderinae). Mémoires de Biospéologie, vol. 16, p. 47-51.